# باجرم کوری
باجرم کوری (به لاتین: Bajram Curri) یک منطقهٔ مسکونی در آلبانی است که در تروپویه واقع شده‌است.